# Богдашичи (Вишеград)
Богдашичи (серб. Богдашићи / Bogdašići) — село в общине Вишеград Республики Сербской Боснии и Герцеговины. В настоящее время село необитаемо.

## Население[3]
По данным на 1991 год, в селе проживали 48 человек, все — бошняки.